# الصلولة (بني مطر)

تعديل مصدري - تعديل

الصلولة هي إحدى قرى عزلة بني قيس بمديرية بني مطر التابعة لمحافظة صنعاء، بلغ تعداد سكانها 108 نسمة حسب تعداد اليمن لعام 2004.